# Beur sur la ville
Beur sur la ville es una película de comedia francesa de 2011 dirigida por Djamel Bensalah.

## Trama
Khalid Belkacem es un joven francés de origen magrebí que ha suspendido todos sus exámenes de graduación. Sin embargo, descubre que todavía le queda una última oportunidad: unirse a la policía. Una vez convertido en policía, forma equipo con Mamadou, un hombre negro, y Henri, un asiático, y juntos tienen que acabar con un asesino en serie que ataca cada viernes en su distrito. 

## Elenco
| - Booder : Khalid Belkacem - Issa Doumbia : Koulibali - Steve Tran : Tong - Sandrine Kiberlain : Diane - Josiane Balasko : Mamie Nova - Gérard Jugnot : Gassier - Éva Darlan : Mme Gassier - Roland Giraud : Prefecto Flaubert - François-Xavier Demaison : Picolini - Julie de Bona : Alice Gassier | - Biyouna : madre de Khalid - Mohamed Benyamna : padre de Khalid - Pierre Ménès : Pierrot - Khalid Maadour : José Da Silva - Sacha Bourdo : Trouduk - Chloé Coulloud : Priscilla - Yves Rénier : Capitán Jancovic - Paul Belmondo : Teniente Liotey - Julien Courbey : Teniente Juju - David Saracino : Teniente Fabiani - Rodolphe Brazy : Teniente Patrick | - Samy Seghir : policía - Valérie Lemercier : portavoz - Jean-Claude Van Damme : coronel - Jacques Boudet : ministro - Lionel Abelanski :: doctor - Marilou Berry : chica - Frédérique Bel : chico rubio - Mokobé : enfermero - Ramzy Bedia : Paki - Frédéric Beigbeder : Mercedes - Serra Yılmaz : niñera - Pape Diouf : periodista |